# 伊莎贝尔·勃朗
伊莎贝尔·勃朗（法語：Isabelle Blanc，1975年7月25日—），法国女子单板滑雪运动员。她曾代表法国参加1998年、2002年和2006年冬季奥林匹克运动会单板滑雪比赛，其中2002年奥运会获得一枚金牌。